# Erika Rosenberg

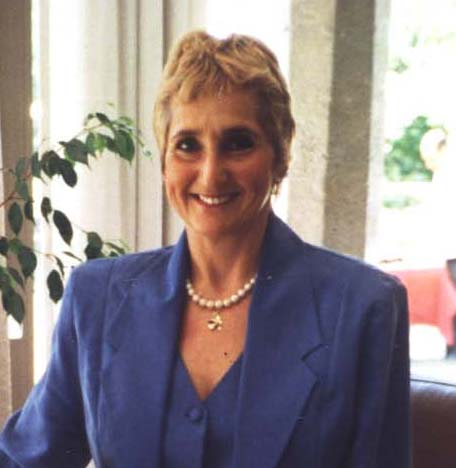
Rosenberg (2000)

Erika Rosenberg (sinh ngày 24 tháng 6 năm 1951 tại Buenos Aires, Argentina) là một tác giả, thông dịch viên và nhà báo. Cô là người viết tiểu sử của Emilie Schindler.

## Đời sống
Rosenberg sinh ra trong một gia đình người Do Thái gốc Đức ở Buenos Aires, Argentina. Cha mẹ bà, một luật sư và một bác sĩ, chạy trốn từ Đức vào năm 1936 qua Paraguay đến Argentina để thoát khỏi Holocaust.
Năm 1990, bà gặp Emilie Schindler lần đầu tiên. Các cuộc trò chuyện chuyên sâu của họ được ghi lại trong hơn 70 giờ ghi âm từ đó Rosenberg đã viết tiểu sử "In Schindlers Schatten" vào năm 1997. Sau cái chết của Emilie Schindler vào ngày 9 tháng 10 năm 2001, Erika Rosenberg được bổ nhiệm làm một trong những người thừa kế của Schindler, vì các tác phẩm chung của 2 người dẫn đến một tình bạn tuyệt vời.
Từ năm 2009, Rosenberg đã đại diện cho Argentina tại Hội đồng Quốc tế của Austrian Service Abroad. Erika Rosenberg được vinh danh năm 2015 với giải Bundesverdienstkreuz am Bande của Cộng hòa Liên bang Đức. Bà đã xuất bản một cuốn sách mới với tiểu sử của Giáo hoàng Francis, và năm 2016 là tiểu sử của Carl Lutz, người đã cứu sống hơn 60.000 người Do Thái khỏi bị trục xuất ở Hungary. Erika Rosenberg là diễn giả chính tại Đại hội Giáo dục Quốc tế tại Tullahoma, Tennessee năm 2017.
Bà hiện đang viết một cuốn sách mới về bạo lực đối với phụ nữ trên khắp thế giới